# Thaumatogelis pilosus
Thaumatogelis pilosus är en stekelart som först beskrevs av Capron 1888.  Thaumatogelis pilosus ingår i släktet Thaumatogelis och familjen brokparasitsteklar. Inga underarter finns listade i Catalogue of Life.